# Stopplaats Wildpad
Wildpad (afkorting Wp) is een voormalige stopplaats aan de Nederlandse spoorlijn Harlingen - Nieuwe Schans. De stopplaats lag bij het huidige Kollumerzwaag tussen de huidige stations Station De Westereen en Buitenpost. De halte heeft slechts twee jaar bestaan.